# 18278 Dymas
18278 Dymas è un asteroide troiano di Giove del campo troiano. Scoperto nel 1977, presenta un'orbita caratterizzata da un semiasse maggiore pari a 5,1730526 au e da un'eccentricità di 0,0677079, inclinata di 17,93793° rispetto all'eclittica.
Nel 2001 l'asteroide era stato inizialmente battezzato 18278 Drymas per poi essere corretto nella denominazione attuale nel 2024.
L'asteroide è dedicato a Dimante, padre di Ecuba..